# Ritorno dal nulla
Ritorno dal nulla (The Basketball Diaries) è un film del 1995 diretto da Scott Kalvert.
Il film è tratto dal romanzo autobiografico Jim entra nel campo di basket (1978) del poeta e musicista punk Jim Carroll, in cui si narrano le vicende di un giovane e promettente giocatore di basket, che entra nel tunnel dell'eroina. Per il ruolo del giovane poeta era stato scritturato River Phoenix, ma - in seguito all'improvvisa scomparsa dell'attore - i produttori scelsero Leonardo DiCaprio.

## Trama
Nei sobborghi degradati di New York cinque amici lasciano la scuola e scivolano in situazioni sempre peggiori. Quando uno s'ammala di leucemia e muore, Jim comincia a scrivere le sue impressioni in un diario. Ma il degrado continua e i ragazzi si lasciano andare completamente alla droga e alla delinquenza. La madre di Jim (il protagonista), stanca di dolori e bugie, manda il figlio fuori di casa e così le delinquenze dilagano. Per procurarsi i soldi della droga, Jim comincia a prostituirsi e i crimini del gruppo diventano sempre più gravi. L'amico Reggie cerca d'aiutarlo a guarire, ma inutilmente. Il terzo del gruppo, Pedro, finisce in manette, il quarto, Mickey, è arrestato dalla polizia per avere ucciso uno spacciatore. Jim, in preda al panico, torna a casa ma la madre non gli apre la porta e, anzi, chiama la polizia. Jim finisce in prigione. Sei mesi dopo Jim, uscito di prigione e guarito completamente dalla sua dipendenza, incontra Pedro, anche esso uscito di prigione, che gli propone di tornare un team di drogati come prima, ma Jim rifiuta e Pedro, dopo aver rifiutato la sua offerta di smettere con le sostanze stupefacenti, se ne va. Più tardi Jim finisce di leggere la sua storia, scritta sulle pagine dei suoi diari, a un pubblico che l'applaude e che si sensibilizza su come la droga faccia preda dei ragazzi.

## Produzione
Il film è stato girato a New York nella primavera del 1994 ed è uscito negli Stati Uniti il 21 aprile 1995.

## Doppiaggio
- L'edizione italiana è stata diretta da Ferruccio Amendola.
- Nel 2011 il film è stato completamente ridoppiato. In questa nuova edizione Leonardo DiCaprio è doppiato da Francesco Pezzulli.